# 웹 프로그래밍 언어
웹 프로그래밍 언어는 WWW에서 사용되는 프로그래밍 언어들을 통틀어 말한다. 일부는 웹 프로그래밍 언어에 마크업 언어를 텍스트 언어라는 이유로 포함시키지 않지만, 일부는 TeX같이 프로그래밍이 가능한 마크업 언어가 있기 때문에, 마크업 언어를 포함시키기도 한다.

## 웹 프로그래밍 언어
웹 프로그래밍 언어로는 PHP, JSP, ASP, .NET 등이 있다.

## 마크업 언어
마크업 언어로는 SGML 계열과 TeX 계열이 있다.

### SGML 계열
SGML 계열의 마크업 언어로, HTML, XML이 있다.

### TeX 계열
TeX 계열 마크업 언어로, LaTeX와 pTeX가 있다.

## 같이 보기
- 웹 애플리케이션 프레임워크